# Bump in the Night
Bump in the Night conocida en Hispanoamérica como Bumpy y sus amigos y en España como Bumpy el travieso es una serie de televisión animada estadounidense realizada con la técnica stop motion, fue creada por Ken Pontac y David Bleiman y se empezó a emitir el 10 de septiembre de 1994. En España se emitió por Cartoon Network y la 2 de TVE. 
Esta serie cuenta la historia de  Bumpy, un ser verde que no tiene tronco, sólo una boca enorme y una cara llena de verrugas, de la que salían sus piernas, brazos y ojos. De carácter inquieto, travieso y juguetón, es un personaje extremadamente sucio al que le encantaba la suciedad, y comer calcetines todo el día. Ese era su rasgo que lo hacía diferente al resto de monstruos de la televisión, que comía calcetines sucios. Tiene un amigo, Squishy, un ser totalmente contrario a Bumpy, puesto que es azul, extremadamente limpio, anti-gérmenes y bastante educado, que vive en el tanque de agua del WC, en el cuarto de baño de la casa de un niño, en la que también vivía Bumpy.

## Sinopsis
El Sr. Bumpy es un ser verde execrable al que le gusta la suciedad y comer calcetines, todo lo contrario que su mejor amigo Squishington, un ser azul que adora la limpieza y es muy educado. Juntos defenderán a los niños de la casa donde viven contra cualquier tipo de Monstruo, acompañados de una muñeca de trapo llamada Molly. 
- Datos: Q3281865